# Ste-Clotilde (Paris)

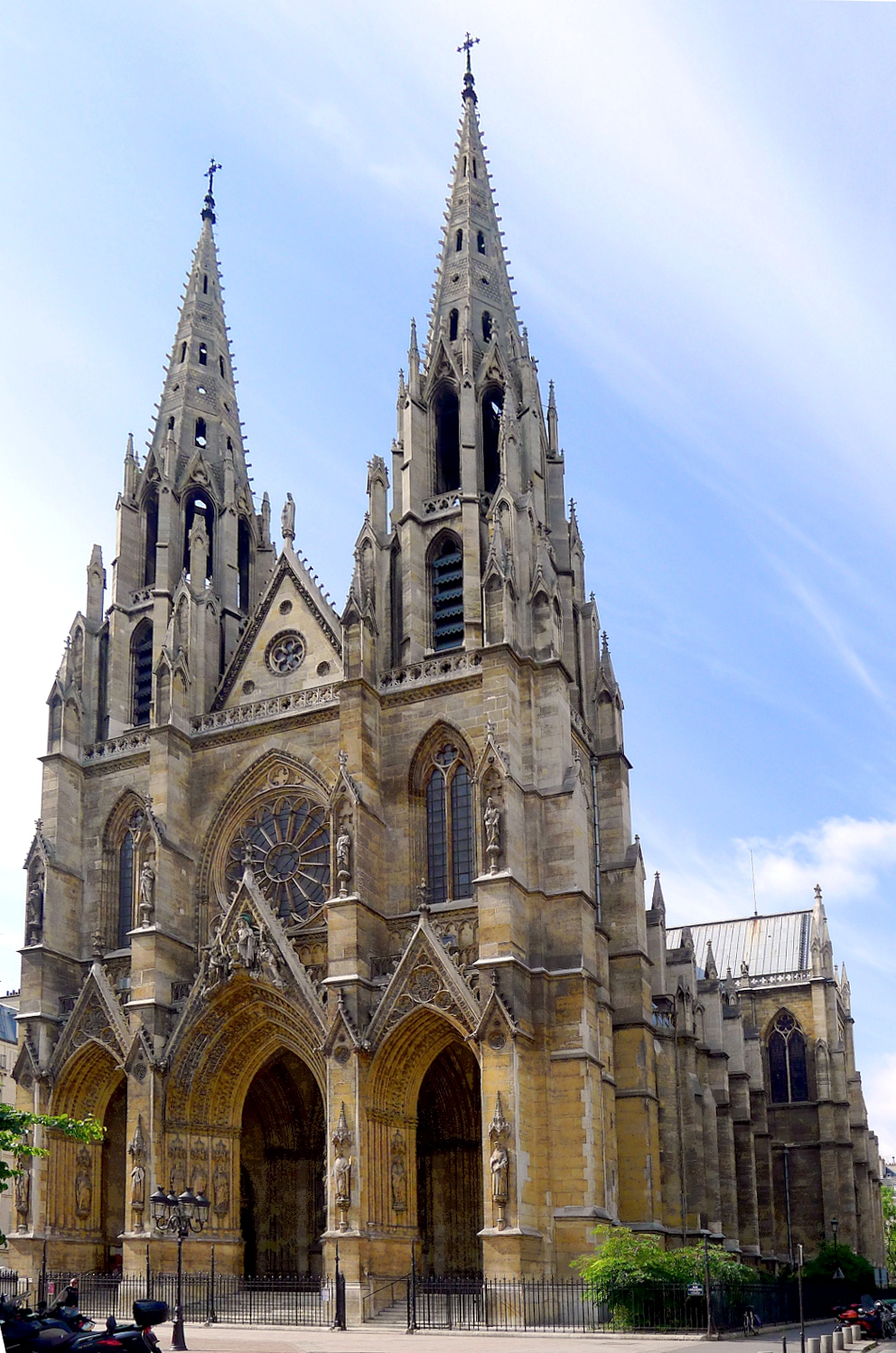
Sainte-Clotilde

Die Basilika Sainte-Clotilde ist eine katholische Pfarrkirche in der rue Las Cases im 7. Arrondissement von Paris. Sie wurde in den Jahren 1846 bis 1856 von François-Chrétien Gau und Théodore Ballu erbaut. Die Kirche ist der heiligen Chrodechild und der heiligen Valeria von Limoges geweiht.

## Baugeschichte

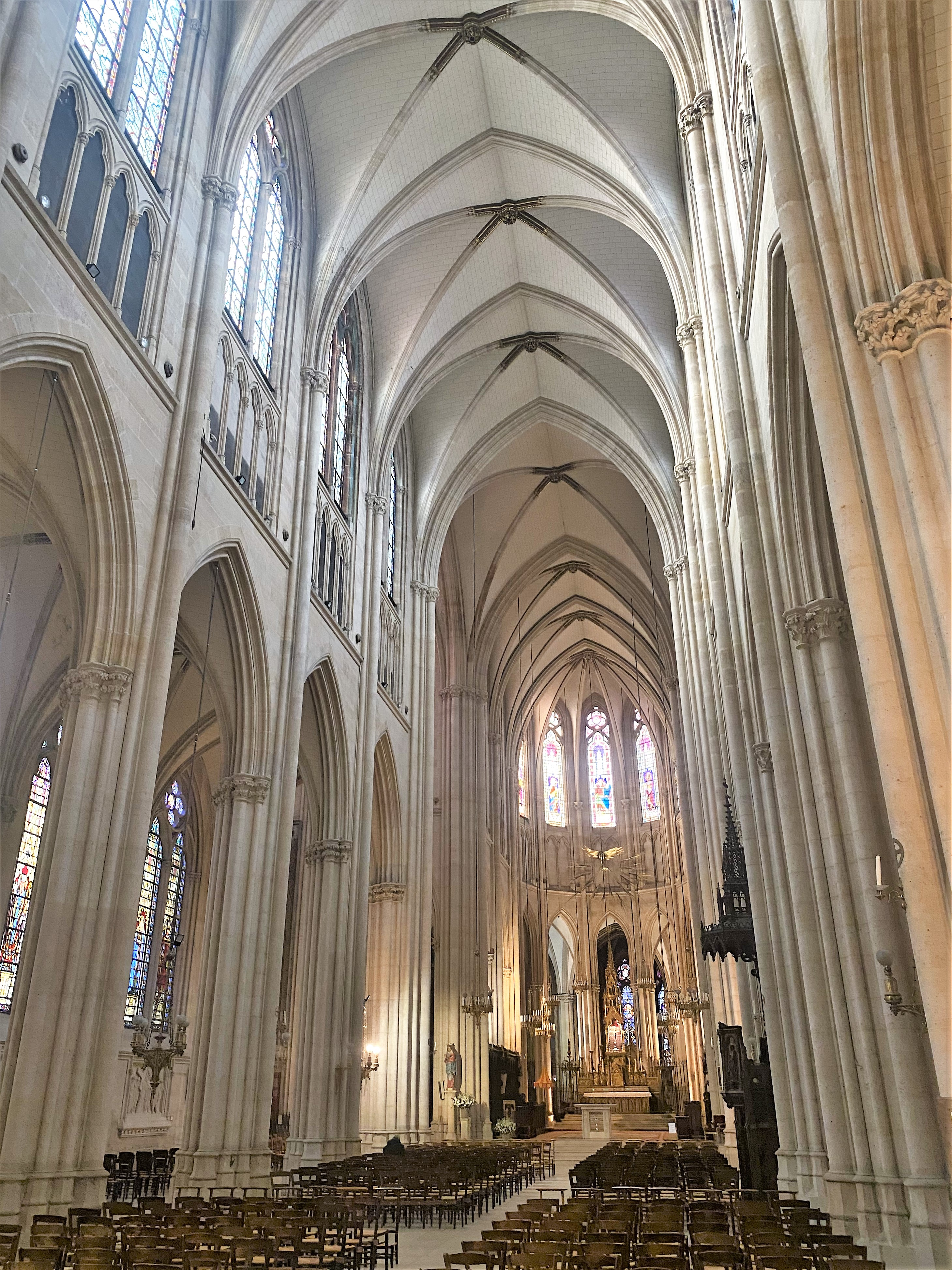
Kirchenschiff

### Vorbedingungen, Umfeld
Die Kirche wurde im neogotischen Stil geplant, als Nachahmung einer rheinischen Kathedrale des 14. Jahrhunderts. Daher wurden die Pläne in Paris auch lange befehdet. Eine Kirche im Stil einer deutschen Kathedrale in einem Land zu bauen, das die Gotik selbst erfunden hat, erschien abwegig. Das Interesse an der Gotik war in Frankreich ab etwa 1770 wieder erwacht. Bei allen Bauaufgaben wandte man diesen ursprünglich sakralen Stil an, natürlich auch bei Kirchen-Neubauten.
Die Blütezeit dieser sogenannten „Troubadour-Gotik“ lag im Ersten Kaiserreich Napoleons. Dieser Baustil wurde unter der Restauration aufgrund archäologischer Untersuchungen verändert. Vorangetrieben wurde dieser vor allem von Arcisse de Caumont, Guizot, Vitet und Mérimée. In diese Zeit fiel daher auch die Restaurierung der Sainte-Chapelle im Jahr 1838 und der Kathedrale Notre-Dame de Paris 1845 durch Lassus und Eugène Viollet-le-Duc.

### Ausführung
Aufgrund dieser besonderen kunsthistorischen Situation wurden die Entwürfe des Architekten Théodore Ballu, der vor allem die Fassade und die Turmhelme entwarf, trotz aller Bedenken wegen der deutschen Vorbilder verwirklicht. Die Kirche wurde 1857 eingeweiht und 1897 von Papst Leo XIII. zur Basilica minor erhoben. Sie ist 96 Meter lang und 38 Meter breit, ihre Türme haben eine Höhe von 70 Meter.

## Ausstattung
Die Statue der hl. Klotilde an der neugotischen Fassade wurde von Charles Henri Joseph Cordier, der eher einen exotischen Stil pflegte, in einem klassisch-romantischen Stil geschaffen.
Im Innenraum der Kirche sind Fenster von Émile Thibaud (1806–1896), Malereien von Jules Eugène Lenepveu, Statuen von James Pradier, Francisque Joseph Duret, Eugène Guillaume und Paul Gayrard. Den Altar hat Goudji 2007 entworfen.

## Orgeln

### Hauptorgel

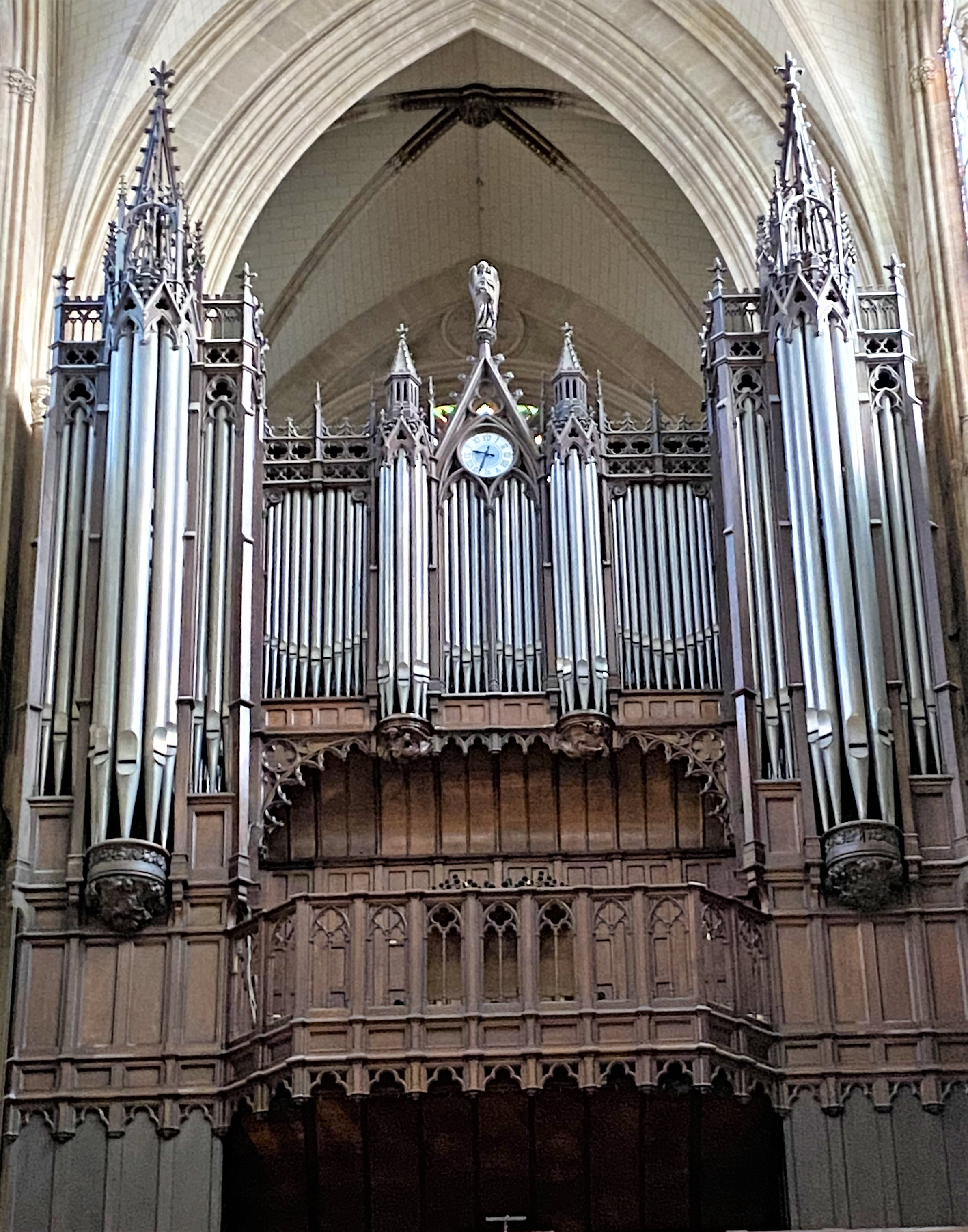
Cavaillé-Coll-Orgel von 1859

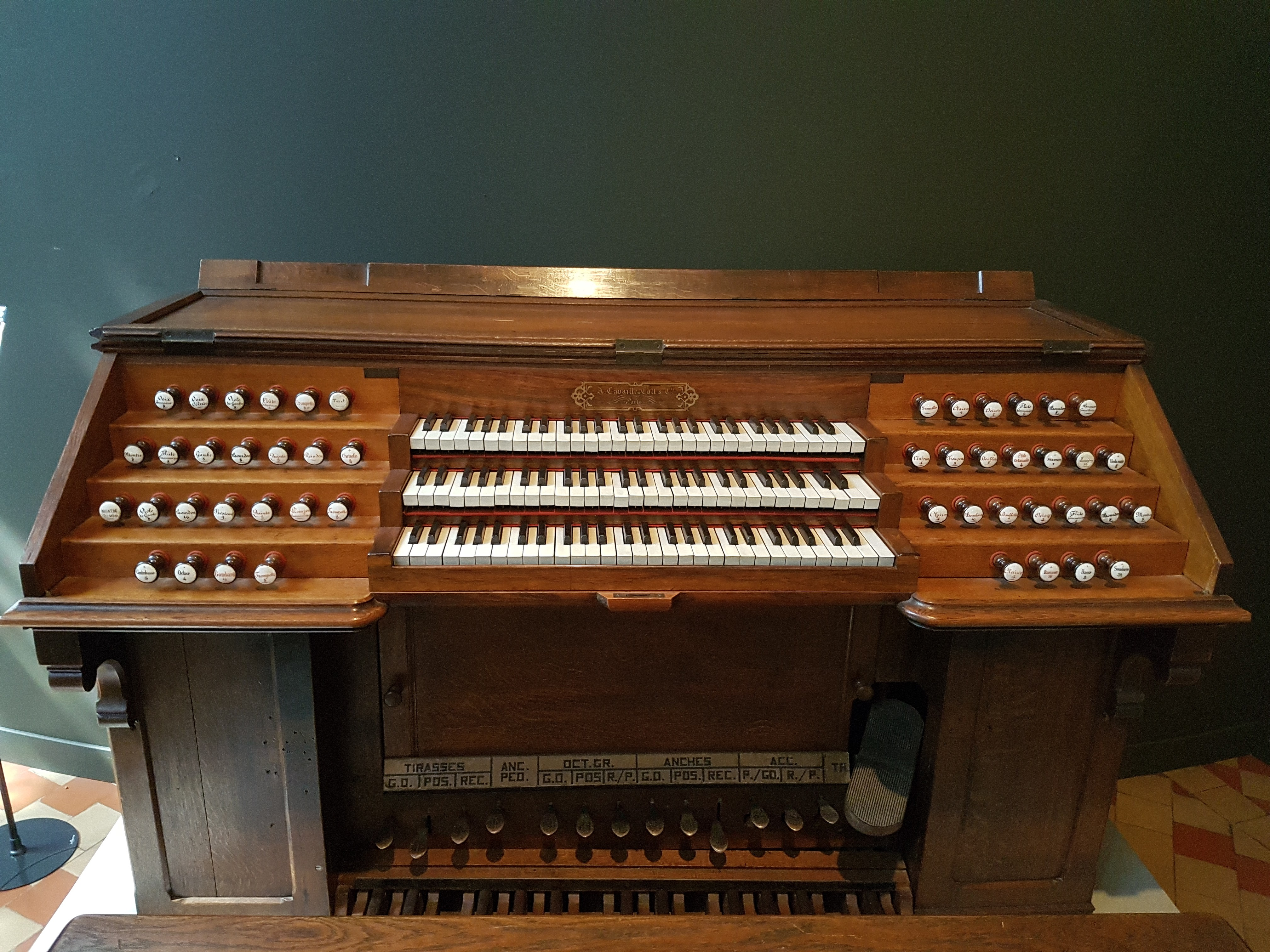
Ursprünglicher Spieltisch, heute im Musikinstrumentenmuseum (Vleeshuis) in Antwerpen

Die Hauptorgel der Kirche wurde 1859 von Aristide Cavaillé-Coll erbaut. 1933 wurde das Instrument klanglich verändert, durch Beuchet-Debierre aus Nantes. 1962 wurden durch dieselbe Orgelbaufirma die Traktur elektrifiziert, die Klaviaturumfänge erweitert und das Klangbild stark in Richtung Neoklassik weiterentwickelt. Im Zuge der letzten Überarbeitung durch Bernard Dargassies (2004) wurden u. a. ein Chamadenregister eingebaut und zusätzlich ein fahrbarer elektrischer Spieltisch aufgestellt.
| I Grand-Orgue C–c4 |                   |       |
| 1.                 | Montre            | 16′   |
| 2.                 | Bourdon           | 16′   |
| 3.                 | Montre            | 08′   |
| 4.                 | Bourdon           | 08′   |
| 5.                 | Flûte harmonique0 | 08′   |
| 6.                 | Gambe             | 08′   |
| 7.                 | Prestant          | 04′   |
| 8.                 | Flûte douce       | 04′   |
| 9.                 | Quinte            | 2 ⁄3′ |
| 10.                | Doublette         | 02′   |
| 11.                | Plein-jeu VI      |       |
| 12.                | Cornet V          |       |
| 13.                | Bombarde          | 16′   |
| 14.                | Trompette         | 08′   |
| 15.                | Clairon           | 04′   |
| 16.                | Chamade           | 08′   |

| II Positif C–c4 |                   |        |
| 17.             | Bourdon           | 16′    |
| 18.             | Montre            | 08′    |
| 19.             | Bourdon           | 08′    |
| 20.             | Flûte harmonique0 | 08′    |
| 21.             | Salicional        | 08′    |
| 22.             | Unda maris        | 08′    |
| 23.             | Quinte            | 5 1⁄3′ |
| 23.             | Prestant          | 04′    |
| 24.             | Flûte octaviante  | 04′    |
| 25.             | Tierce            | 3 1⁄5′ |
| 26.             | Septième          | 2 ⁄7′  |
| 27.             | Quinte            | 2 ⁄3′  |
| 28.             | Doublette         | 02′    |
| 29.             | Tierce            | 1 3⁄5′ |
| 30.             | Larigot           | 1 ⁄3′  |
| 31.             | Piccolo           | 01′    |
| 32.             | Plein-jeu III–VI  |        |
| 33.             | Trompette         | 08′    |
| 34.             | Clarinette        | 08′    |
| 35.             | Clairon           | 04′    |
|                 |                   |        |
|                 | Tremblant         |        |

| III Récit expressif C–c4 |                   |        |
| 36.                      | Quintaton         | 16′    |
| 37.                      | Cor de nuit       | 08′    |
| 38.                      | Flûte traversière | 08′    |
| 39.                      | Gambe             | 08′    |
| 40.                      | Voix céleste      | 08′    |
| 41.                      | Principal         | 04′    |
| 42.                      | Flûte octaviante  | 04′    |
| 43.                      | Nasard            | 2 ⁄3′  |
| 44.                      | Octavin           | 02′    |
| 45.                      | Tierce            | 1 3⁄5′ |
| 46.                      | Fifre             | 01′    |
| 47.                      | Plein-jeu IV      |        |
| 48.                      | Bombarde          | 16′    |
| 49.                      | Trompette         | 08′    |
| 50.                      | Voix humaine      | 08′    |
| 51.                      | Basson-hautbois0  | 08′    |
| 52.                      | Cor de basset     | 08′    |
| 53.                      | Clairon           | 04′    |
| 54.                      | Chamade           | 08′    |
|                          |                   |        |
|                          | Tremblant         |        |

| Pédale C–g1 |                  |         |
| 55.         | Soubasse         | 32′     |
| 56.         | Contrebasse      | 16′     |
| 57.         | Bourdon          | 16′     |
| 58.         | Quinte           | 10 1⁄3′ |
| 59.         | Basse            | 08′     |
| 60.         | Flûte            | 08′     |
| 61.         | Octave           | 04′     |
| 62.         | Flûte            | 04′     |
| 63.         | Flûte            | 02′     |
| 64.         | Contre bombarde0 | 32′     |
| 65.         | Bombarde         | 16′     |
| 66.         | Basson           | 16′     |
| 67.         | Trompette        | 08′     |
| 68.         | Clairon          | 04′     |
| 69.         | Chamade          | 08′     |
| 70.         | Chamade          | 04′     |

- Koppeln:
  - Accouplements: Pos./G.O., Réc./G.O., Réc./Pos. en 16′, 8′ et 4′.
  - Tirasses: G.O./Péd, Pos./Péd, Réc. en 8'/Péd et Réc. en 4'/Péd.
- Spielhilfen: Combinateur, Tutti, Crescendo, Coupure pédale.

### Chororgel

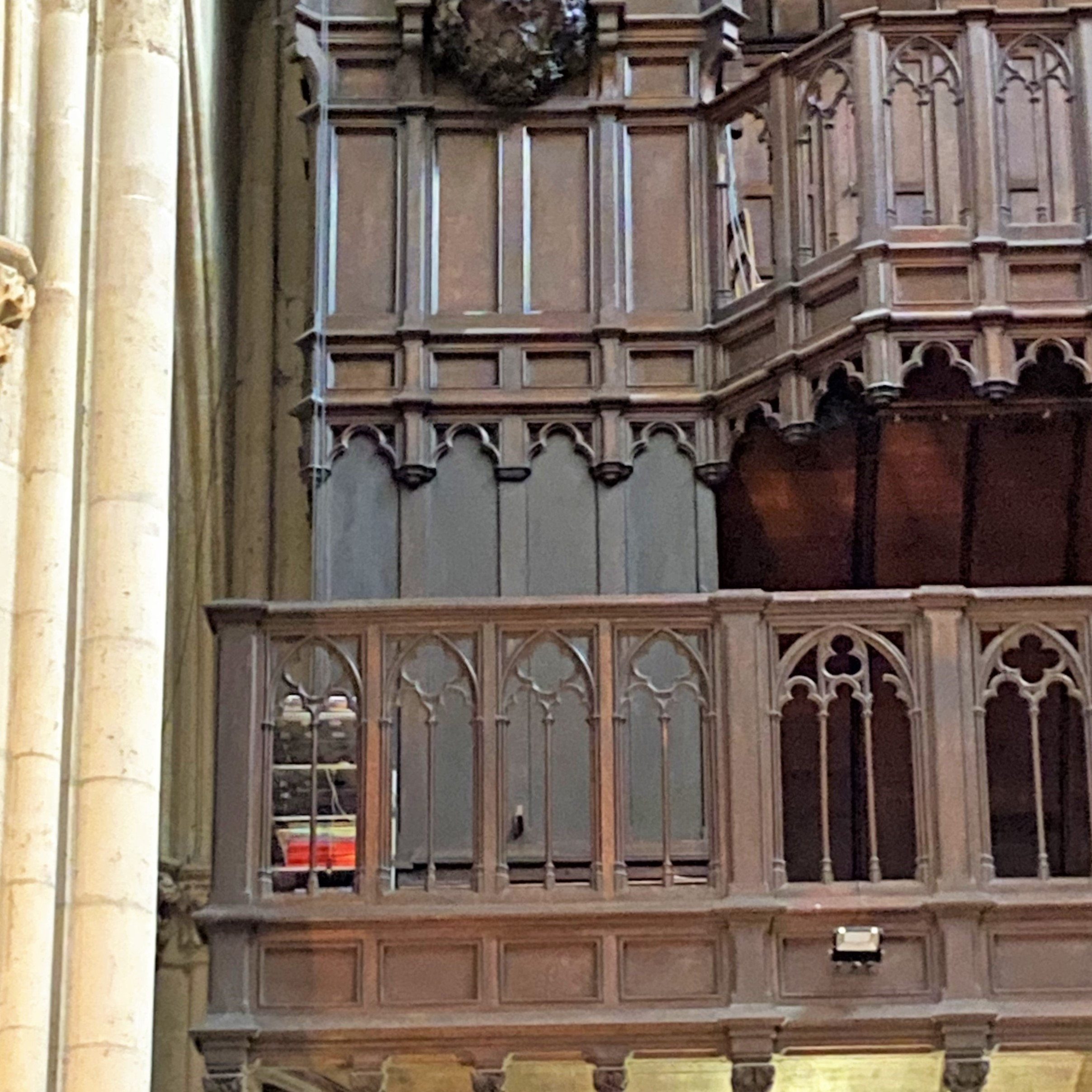
Chororgel im Untergehäuse der Hauptorgel (zu erkennen an dem etwas dunkleren Holz). Der Spieltisch der Chororgel ist frontal unmittelbar an diese angebaut.

Die Chororgel von Sainte-Clotilde ist aus dem Kirchenraum kaum zu erkennen, da sie in das linke Untergehäuse der Hauptorgel integriert ist und nur zur Seite hin Schwelljalousien besitzt. Das Instrument wurde 1936 durch die Firma Cavaillé-Coll-Pleyel, einer Nachfolgefirma Charles Mutins, errichtet. Eine Umdisponierung fand 1965 durch Picaud statt. In diesem Zuge wechselten die Register Doublette 2' und Nazard 2 2⁄3′ jeweils das Werk und das Register Basson-Hautbois 8' im Récit expressif wurde zu einer Trompette umgearbeitet. Die Chororgel besitzt folgende Disposition:
| I Grand-Orgue C–c4 |                  |     |
| 1.                 | Bourdon          | 16′ |
| 2.                 | Flûte harmonique | 8′  |
| 3.                 | Flûte octaviante | 4′  |
| 4.                 | Doublette        | 2′  |

| II Récit expressif C–c4 |              |       |
| 5.                      | Cor de nuit  | 8′    |
| 6.                      | Gambe        | 8′    |
| 7.                      | Voix céleste | 8′    |
| 8.                      | Flûte douce  | 4′    |
| 9.                      | Nazard       | 2 ⁄3′ |
| 10.                     | Trompette    | 8′    |

| Pédale C–g1 |                    |     |
|             | Soubasse (= Nr. 1) | 16′ |
|             | Bourdon (= Nr. 5)  | 8′  |

- Koppeln:
  - Accouplements: II/I, I/I (Sub)
  - Tirasses: I/P, II/P
- Spielhilfen: Generalschweller, Apelltritt zur Abkopplung des Grand Orgue vom I. Manual

## Kirchenmusiker an Ste-Clotilde

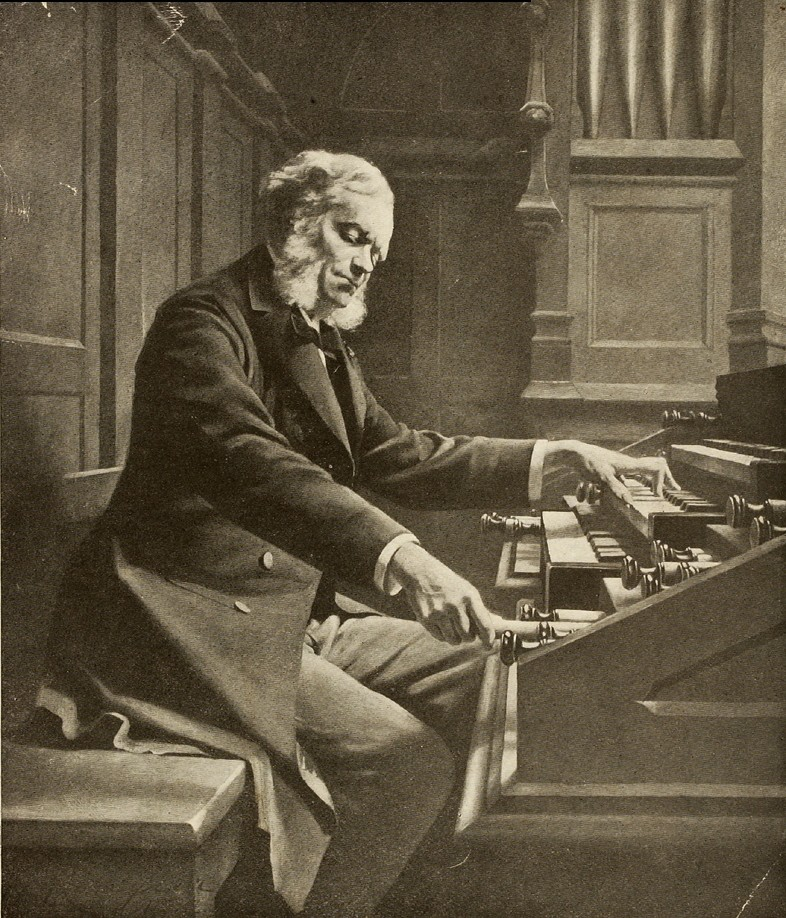
César Franck am ursprünglichen Spieltisch in Sainte-Clotilde (1885)

### Organisten
- 1859–1890: César Franck
- 1890–1898: Gabriel Pierné
- 1898–1939: Charles Tournemire
- 1942–1944: Joseph-Ermend Bonnal
- 1945–1987: Jean Langlais
- 1987–1993: Jacques Taddei und Pierre Cogen
- 1993–2012: Jacques Taddei
- seit 2012: Olivier Penin

### Kapellmeister
- 1857–1863: César Franck
- 1863–1868: Théodore Dubois
- 1868–1869: Edouard Marlois
- 1869–1875: Stéphane Gaurion
- 1876–1882: Alexandre Georges
- 1882–1904: Samuel Rousseau
- 1904–1907: Maurice Emmanuel
- 1907–1948: Jules Meunier
- 1946–1987: François Tricot
- 1987–1988: Yves Castagnet
- 1988–1989: Philippe Brandeis
- 1989–1993: Pierre-Michel Bédard
- 1993–1994: Marcel Bardon
- seit 2004: Olivier Penin[6]

## Pfarrer von Sainte-Clotilde
Chronologische Reihenfolge der Pfarrer:
- Abbé Hamelin, 1857–1883
- Mgr. Gardey, 1883–1914
- Chanoine Verdrie, 1914–1946
- Chanoine Hubert, 1946–1974
- Abbé Caryl-Kamnitzer, 1974–1986
- Chanoine Choné, 1986–1992
- Abbé Maillard de la Morandais, 1992–1995
- Mgr. Antoine de Vial, 1995–2003
- Père Matthieu Rougé, September 2003–2012
- Père Laurent Stalla-Bourdillon, September 2012–2018
- Père Marc Lambret, seit September 2018